# Thee Fabulous Furry
Thee Fabulous Furry (también conocido como The Fabulous & Furry Sex Museum) es el título del primer álbum en directo del grupo de rock Sex Museum.
El álbum fue un doble LP. El primero se grabó el 3 de noviembre de 1992 en la sala The Revolver Club (Madrid), a puerta cerrada y sin público. Los diez nuevos temas se grabaron con la banda tocando en directo, a las que se añadieron voces, percusiones y algún solo de guitarra, grabados en el estudio La nave Records durante ese mismo mes.
El segundo LP fue grabado en concierto, en la misma sala pero con público (el concierto, celebrado el  14 de noviembre, fue un lleno total). Todas las canciones eran versiones de temas de sus anteriores trabajos Independence y Nature's Way, además de «You», que apareció en The Munster Dance Hall Favorites Vol. 1 y «Harmony in my head», una versión de los Buzzcocks.
El álbum fue coeditado por la discográfica independiente Animal Records y la propia sala Revolver (con su propio sello Rock Addiction). Para Fernando Pardo fue un álbum muy importante porque «se involucró mucha gente que significaba algo para el grupo, y la relación con el sello fue muy cercana [...] pero con quienes nos sentimos muy unidos fue con Rock Addiction que se lo curraron mucho en el tema del marketing y ese tipo de cosas».

## Lista de canciones

### LP1: en directo
1. «Time wasted»
(Sex Museum)
2. «Fabulous & furry»
(Sex Museum)
3. «Get on to»
(Sex Museum)
4. «Dark jalapas (in the sky)»
(Sex Museum)
5. «Get radical»
(Sex Museum)
6. «Tabata's song»
(Sex Museum)
7. «Big Sun»
(Sex Museum)
8. «Summer child»
(Sex Museumo)
9. «What's gone wrong»
(Sex Museum)
10. «Mishu & Jatif»
(Sex Museum)

### LP2: en concierto
1. «Friends»
(Fernando Pardo)
2. «Two sisters»
(Fernando Pardo)
3. «Harmony in my head»
(Steve Diggle)
4. «Voodoo house»
(José Luis Hernández/Marta Ruiz/Fernando Pardo)
5. «You»
(Sex Museum)
6. «Where I belong»
(Fernando Pardo/Marta Ruiz)
7. «I'm moving»
(Fernando Pardo/Marta Ruiz)
8. «Liar»
(Marta Ruiz)
9. «Independence»
(Fernando Pardo)

## Personal
- Miguel Pardo: voz.
- Fernando Pardo: guitarra y voz.
- Marta Ruiz: órgano Hammond.
- Pablo Rodas: bajo.
- «El niño»: batería.

## Personal técnico
- Fernando Pardo: producción.
- Deme Gómez: producción, técnico de sonido y mezclas.
- José Luis Crespo: masterización.
- Roberto Feo: ilustración de portada.
- Marta Ruiz: diseño.
- Fotografías: José Ramón Moreno, Benjamín y Marcos Llorente.